# Namhae-gun
Namhae es un condado en el sur de la provincia de Gyeongsang del Sur, Corea del Sur.

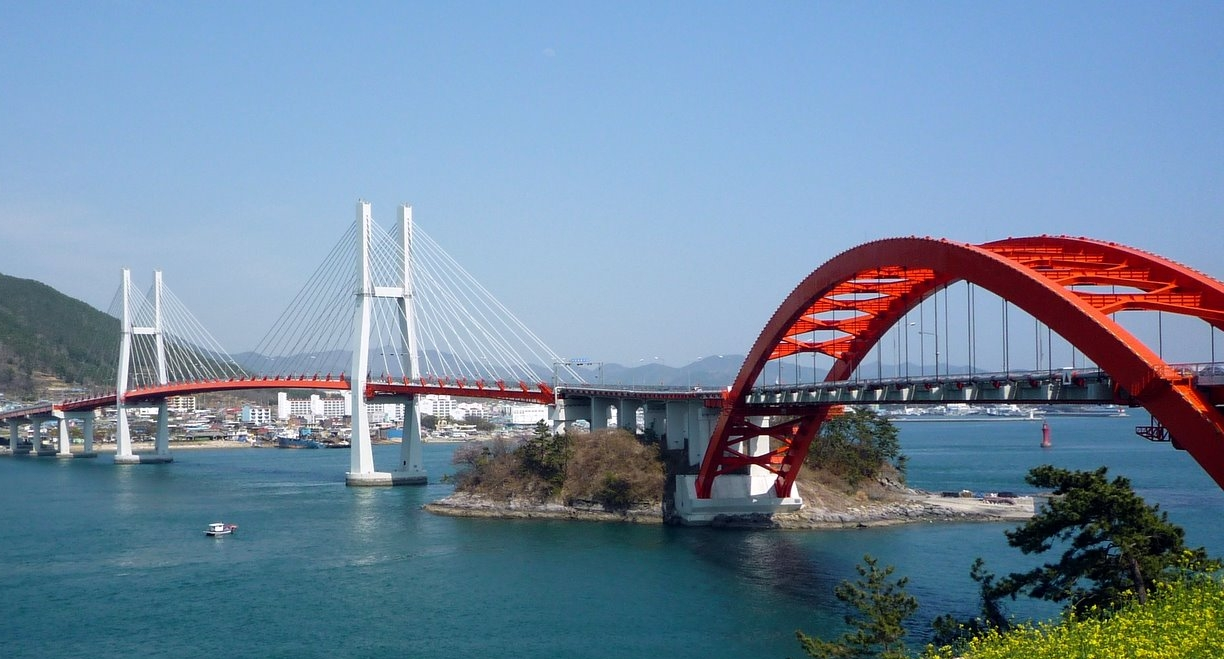
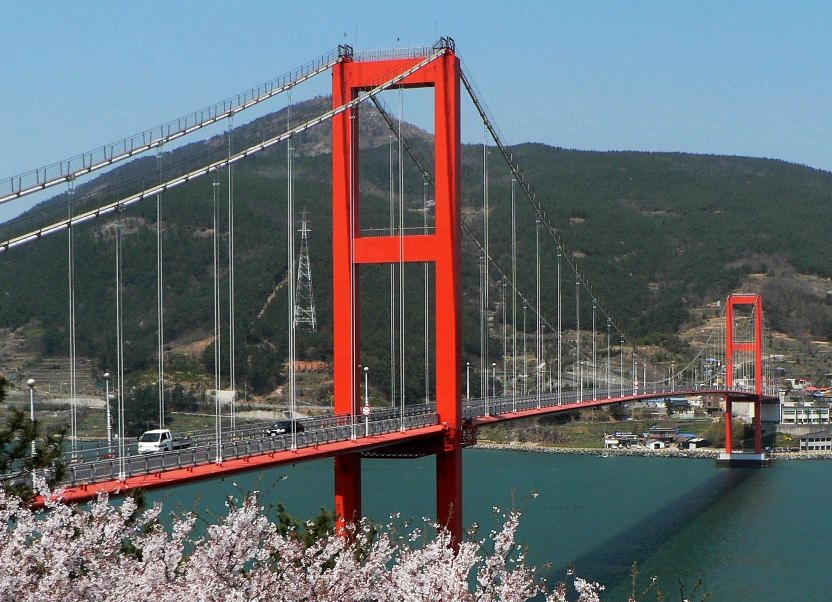
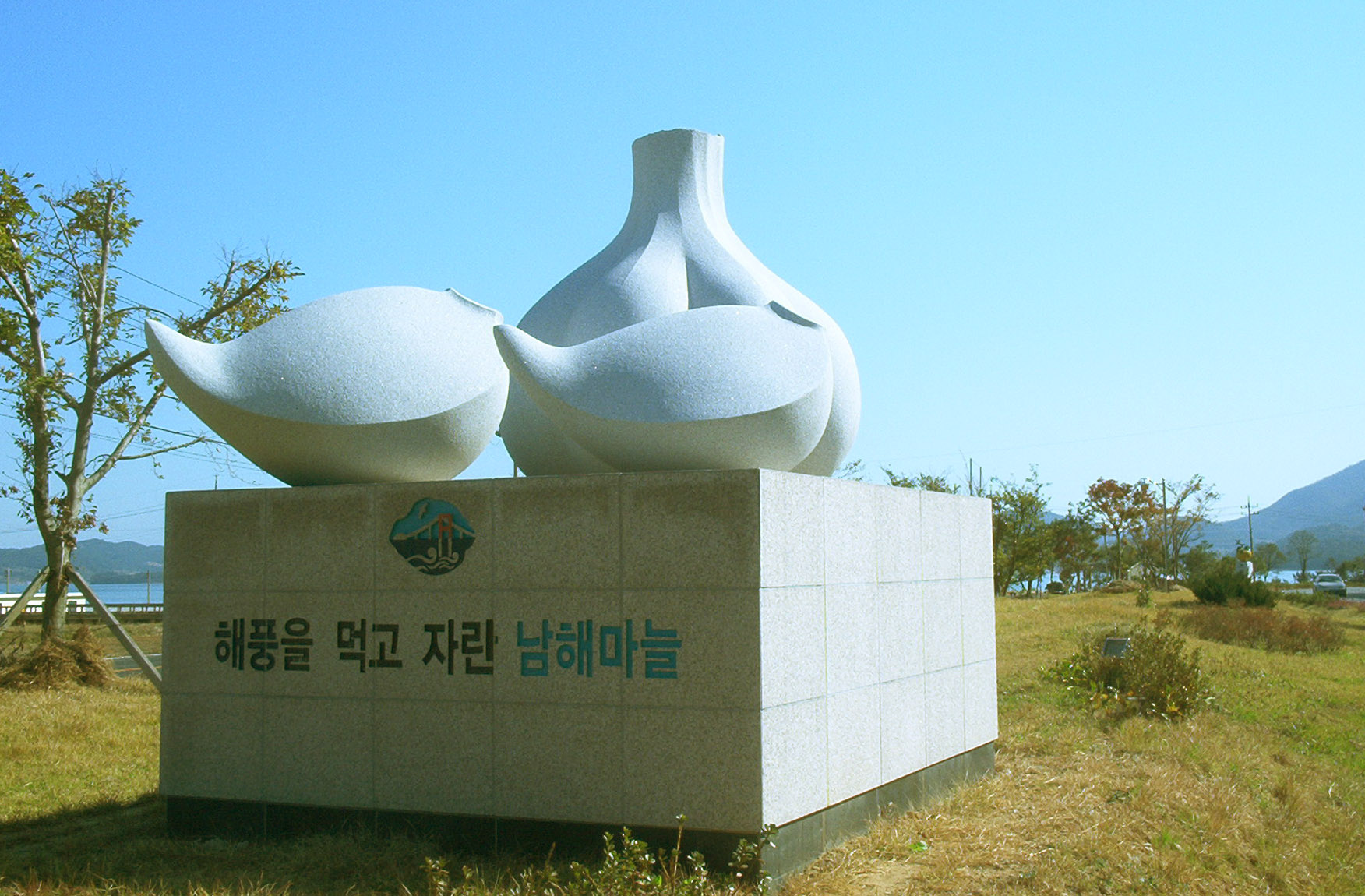

## Clima
| Parámetros climáticos promedio de Namhae (1981–2010) | Parámetros climáticos promedio de Namhae (1981–2010) | Parámetros climáticos promedio de Namhae (1981–2010) | Parámetros climáticos promedio de Namhae (1981–2010) | Parámetros climáticos promedio de Namhae (1981–2010) | Parámetros climáticos promedio de Namhae (1981–2010) | Parámetros climáticos promedio de Namhae (1981–2010) | Parámetros climáticos promedio de Namhae (1981–2010) | Parámetros climáticos promedio de Namhae (1981–2010) | Parámetros climáticos promedio de Namhae (1981–2010) | Parámetros climáticos promedio de Namhae (1981–2010) | Parámetros climáticos promedio de Namhae (1981–2010) | Parámetros climáticos promedio de Namhae (1981–2010) | Parámetros climáticos promedio de Namhae (1981–2010) |
| Mes                                                  | Ene.                                                 | Feb.                                                 | Mar.                                                 | Abr.                                                 | May.                                                 | Jun.                                                 | Jul.                                                 | Ago.                                                 | Sep.                                                 | Oct.                                                 | Nov.                                                 | Dic.                                                 | Anual                                                |
| ---------------------------------------------------- | ---------------------------------------------------- | ---------------------------------------------------- | ---------------------------------------------------- | ---------------------------------------------------- | ---------------------------------------------------- | ---------------------------------------------------- | ---------------------------------------------------- | ---------------------------------------------------- | ---------------------------------------------------- | ---------------------------------------------------- | ---------------------------------------------------- | ---------------------------------------------------- | ---------------------------------------------------- |
| Temp. máx. media (°C)                                | 6.8                                                  | 9.0                                                  | 13.3                                                 | 19.2                                                 | 23.5                                                 | 26.3                                                 | 29.0                                                 | 30.3                                                 | 26.6                                                 | 22.1                                                 | 15.3                                                 | 9.5                                                  | 19.3                                                 |
| Temp. media (°C)                                     | 1.8                                                  | 3.7                                                  | 7.9                                                  | 13.4                                                 | 17.8                                                 | 21.4                                                 | 24.9                                                 | 25.9                                                 | 21.8                                                 | 16.5                                                 | 10.0                                                 | 4.3                                                  | 14.1                                                 |
| Temp. mín. media (°C)                                | -2.4                                                 | -1.0                                                 | 2.9                                                  | 8.1                                                  | 12.8                                                 | 17.5                                                 | 21.9                                                 | 22.7                                                 | 18.2                                                 | 11.9                                                 | 5.4                                                  | -0.3                                                 | 9.8                                                  |
| Precipitación total (mm)                             | 32.9                                                 | 60.8                                                 | 99.9                                                 | 161.8                                                | 189.7                                                | 268.3                                                | 359.3                                                | 312.2                                                | 213.4                                                | 63.7                                                 | 54.1                                                 | 23.4                                                 | 1839.4                                               |
| Días de precipitaciones (≥ 0.1 mm)                   | 4.9                                                  | 5.6                                                  | 7.5                                                  | 8.6                                                  | 9.0                                                  | 9.9                                                  | 13.5                                                 | 11.4                                                 | 8.7                                                  | 4.7                                                  | 5.3                                                  | 3.9                                                  | 93                                                   |
| Horas de sol                                         | 195.4                                                | 191.1                                                | 213.4                                                | 226.1                                                | 236.0                                                | 193.8                                                | 176.8                                                | 197.3                                                | 182.5                                                | 222.5                                                | 191.4                                                | 196.4                                                | 2420.8                                               |
| Humedad relativa (%)                                 | 58.5                                                 | 58.2                                                 | 59.4                                                 | 61.4                                                 | 66.6                                                 | 72.8                                                 | 79.3                                                 | 77.6                                                 | 73.6                                                 | 65.5                                                 | 63.6                                                 | 60.1                                                 | 66.4                                                 |
| Fuente: Korea Meteorological Administration          |                                                      |                                                      |                                                      |                                                      |                                                      |                                                      |                                                      |                                                      |                                                      |                                                      |                                                      |                                                      |                                                      |

## Divisiones administrativas
Namhae-gun está dividido en 1 eup y 9 myeon.
- Namhae-Eup
- Changseon-myeon
- Gohyeon-myeon
- Idong-myeon
- Mijo-myeon
- Nam-myeon
- Samdong-myeon
- Sangju-myeon
- Seo-myeon
- Seolcheon-myeon